# Campeonato Mundial de Natação em Piscina Curta de 2021 - 50 m borboleta feminino
A prova dos 50 metros nado borboleta feminino do Campeonato Mundial de Natação em Piscina Curta de 2021 foi disputado entre 18 e 19 de dezembro de 2021, na Etihad Arena, em Abu Dhabi, nos Emirados Árabes Unidos.

## Recordes
Antes desta competição, os recordes mundiais e do campeonato nesta prova eram os seguintes:
|                       | Nome                | Nacionalidade | Tempo | Local     | Data                   |
| --------------------- | ------------------- | ------------- | ----- | --------- | ---------------------- |
| Recorde mundial       | Therese Alshammar   | Suécia        | 24.38 | Singapura | 22 de dezembro de 2009 |
| Recorde do campeonato | Ranomi Kromowidjojo | Países Baixos | 24.47 | Hangzhou  | 14 de dezembro de 2018 |

Os seguintes recordes mundiais ou do campeonato foram estabelecidos durante esta competição:
| Data           | Evento | Nome                | Nacionalidade | Tempo | Notas                 |
| -------------- | ------ | ------------------- | ------------- | ----- | --------------------- |
| 19 de dezembro | Final  | Ranomi Kromowidjojo | Países Baixos | 24.44 | Recorde do campeonato |

## Medalhistas
| Ouro                      | Prata                | Bronze              |
| Ranomi Kromowidjojo (NED) | Sarah Sjöström (SWE) | Claire Curzan (USA) |

## Resultados

### Eliminatórias
As eliminatórias ocorreram dia 18 de dezembro com um total de 60 nadadoras.
| Colocação | Bateria | Raia | Nadadora               | Nacionalidade              | Tempo | Notas            |
| --------- | ------- | ---- | ---------------------- | -------------------------- | ----- | ---------------- |
| 1         | 7       | 4    | Sarah Sjöström         | Suécia                     | 24.92 | Q                |
| 2         | 6       | 4    | Ranomi Kromowidjojo    | Países Baixos              | 24.97 | Q                |
| 3         | 5       | 5    | Maaike de Waard        | Países Baixos              | 25.12 | Q                |
| 4         | 6       | 1    | Claire Curzan          | Estados Unidos             | 25.17 | Q                |
| 5         | 6       | 7    | Zhang Yufei            | China                      | 25.20 | Q                |
| 6         | 6       | 5    | Arina Surkova          | Federação Russa de Natação | 25.33 | Q                |
| 7         | 7       | 7    | Torri Huske            | Estados Unidos             | 25.43 | Q                |
| 8         | 7       | 2    | Farida Osman           | Egito                      | 25.60 | Q                |
| 9         | 7       | 3    | Silvia Di Pietro       | Itália                     | 25.64 | Q                |
| 10        | 5       | 6    | Elena Di Liddo         | Itália                     | 25.67 | Q                |
| 10        | 7       | 5    | Holly Barratt          | Austrália                  | 25.67 | Q                |
| 12        | 7       | 1    | Sara Junevik           | Suécia                     | 25.69 | Q                |
| 13        | 7       | 6    | Emilie Beckmann        | Dinamarca                  | 25.75 | Q                |
| 14        | 5       | 2    | Julie Kepp Jensen      | Dinamarca                  | 25.76 | Q                |
| 15        | 6       | 3    | Anna Ntountounaki      | Grécia                     | 25.81 | Q                |
| 16        | 6       | 6    | Marie Wattel           | França                     | 25.82 | Q                |
| 17        | 5       | 9    | Jenjira Srisaard       | Tailândia                  | 26.19 |                  |
| 18        | 6       | 2    | Jeong So-eun           | Coreia do Sul              | 26.22 |                  |
| 18        | 7       | 9    | Giovanna Diamante      | Brasil                     | 26.22 |                  |
| 20        | 5       | 1    | Anastasiya Kuliashova  | Bielorrússia               | 26.26 |                  |
| 21        | 5       | 7    | Rozaliya Nasretdinova  | Federação Russa de Natação | 26.28 |                  |
| 22        | 5       | 8    | Ellen Walshe           | Irlanda                    | 26.33 |                  |
| 23        | 6       | 8    | Lana Pudar             | Bósnia e Herzegovina       | 26.37 |                  |
| 24        | 5       | 0    | Jana Pavalić           | Croácia                    | 26.47 |                  |
| 25        | 7       | 0    | Tayla Lovemore         | África do Sul              | 26.78 |                  |
| 26        | 6       | 9    | Alexandra Touretski    | Suíça                      | 26.87 |                  |
| 27        | 4       | 5    | Chan Kin Lok           | Hong Kong                  | 26.99 |                  |
| 28        | 4       | 1    | Nikol Merizaj          | Albânia                    | 27.03 | Recorde nacional |
| 29        | 4       | 7    | Mariam Sheikhalizadeh  | Azerbaijão                 | 27.32 | Recorde nacional |
| 30        | 4       | 4    | Gabriela Ņikitina      | Letônia                    | 27.45 |                  |
| 31        | 4       | 3    | Lillian Slušná         | Eslováquia                 | 27.49 |                  |
| 32        | 1       | 3    | María José Ribera      | Bolívia                    | 27.55 |                  |
| 33        | 4       | 2    | Jasmine Alkhaldi       | Filipinas                  | 27.56 |                  |
| 34        | 3       | 4    | Elisabeth Timmer       | Aruba                      | 27.58 |                  |
| 35        | 4       | 0    | Oumy Diop              | Senegal                    | 27.66 |                  |
| 36        | 4       | 9    | María Schutzmeier      | Nicarágua                  | 27.80 |                  |
| 37        | 4       | 8    | Zaneta Alvaranga       | Jamaica                    | 27.93 |                  |
| 38        | 3       | 3    | Samantha Roberts       | Antilhas Holandesas        | 28.36 |                  |
| 39        | 3       | 2    | Varsenik Manucharyan   | Armênia                    | 28.79 |                  |
| 40        | 3       | 5    | Cherelle Thompson      | Trinidad e Tobago          | 28.97 |                  |
| 41        | 3       | 7    | Antsa Rabejaona        | Madagáscar                 | 29.13 |                  |
| 42        | 3       | 6    | Mikaili Charlemagne    | Santa Lúcia                | 29.16 |                  |
| 43        | 2       | 4    | Khuyagbaataryn Enkhzul | Mongólia                   | 29.34 |                  |
| 44        | 3       | 8    | Nubia Adjei            | Gana                       | 29.63 |                  |
| 45        | 2       | 5    | Avice Meya             | Uganda                     | 29.90 |                  |
| 46        | 1       | 7    | Mst Sonia Khatun       | Bangladesh                 | 30.13 |                  |
| 47        | 2       | 6    | Khema Elizabeth        | Seicheles                  | 30.30 |                  |
| 48        | 2       | 3    | Dirngulbai Misech      | Palau                      | 30.60 |                  |
| 49        | 3       | 0    | Ayah Binrajab          | Brunei                     | 30.65 |                  |
| 50        | 2       | 9    | Muynin Kaing           | Camboja                    | 30.77 | Recorde nacional |
| 50        | 3       | 9    | Denise Donelli         | Moçambique                 | 30.77 |                  |
| 52        | 2       | 1    | Taffi Illis            | São Martinho               | 31.99 |                  |
| 53        | 1       | 4    | Daniella Nafal         | Palestina                  | 32.07 |                  |
| 54        | 1       | 5    | Kayla Hepler           | Ilhas Marshall             | 32.46 |                  |
| 55        | 1       | 6    | Sophie Beth Taylor     | Turcas e Caicos            | 32.78 |                  |
| 56        | 2       | 2    | Jessica Makwenda       | Malawi                     | 34.07 |                  |
| 57        | 2       | 7    | Tity Dumbuya           | Serra Leoa                 | 34.79 |                  |
| 58        | 2       | 8    | Rahel Gebresilassie    | Etiópia                    | 36.34 |                  |
| 59        | 2       | 0    | Alia Ishimwe           | Burundi                    | 37.62 |                  |
| 60        | 1       | 2    | Grace Nguelo'o         | Camarões                   | 38.37 |                  |
| 61        | 3       | 1    | Timipame-ere Akiayefa  | Nigéria                    | DNS   |                  |
| 61        | 4       | 6    | Marina Chan            | Singapura                  | DNS   |                  |
| 61        | 5       | 3    | Maggie Mac Neil        | Canadá                     | DNS   |                  |
| 61        | 5       | 4    | Béryl Gastaldello      | França                     | DNS   |                  |
| 61        | 6       | 0    | Barbora Seemanová      | Chéquia                    | DNS   |                  |
| 61        | 7       | 8    | Kylie Masse            | Canadá                     | DNS   |                  |

### Semifinal
A semifinal ocorreu dia 18 de dezembro.
| Colocação | Bateria | Raia | Nadadora            | Nacionalidade              | Tempo | Notas |
| --------- | ------- | ---- | ------------------- | -------------------------- | ----- | ----- |
| 1         | 1       | 4    | Ranomi Kromowidjojo | Países Baixos              | 24.61 | Q     |
| 2         | 2       | 4    | Sarah Sjöström      | Suécia                     | 24.94 | Q     |
| 3         | 2       | 3    | Zhang Yufei         | China                      | 24.97 | Q,    |
| 4         | 2       | 5    | Maaike de Waard     | Países Baixos              | 25.19 | Q     |
| 5         | 1       | 3    | Arina Surkova       | Federação Russa de Natação | 25.20 | Q     |
| 5         | 1       | 5    | Claire Curzan       | Estados Unidos             | 25.20 | Q     |
| 5         | 2       | 6    | Torri Huske         | Estados Unidos             | 25.20 | Q     |
| 8         | 2       | 2    | Silvia Di Pietro    | Itália                     | 25.25 | Q     |
| 9         | 1       | 1    | Julie Kepp Jensen   | Dinamarca                  | 25.31 |       |
| 10        | 2       | 8    | Anna Ntountounaki   | Grécia                     | 25.36 |       |
| 11        | 1       | 6    | Farida Osman        | Egito                      | 25.49 |       |
| 11        | 2       | 1    | Emilie Beckmann     | Dinamarca                  | 25.49 |       |
| 13        | 1       | 2    | Elena Di Liddo      | Itália                     | 25.54 |       |
| 14        | 2       | 7    | Holly Barratt       | Austrália                  | 25.63 |       |
| 15        | 1       | 7    | Sara Junevik        | Suécia                     | 25.68 |       |
| 16        | 1       | 8    | Marie Wattel        | França                     | 25.81 |       |

### Final
A final foi realizada em 19 de dezembro.
| Colocação         | Raia | Nadadora            | Nacionalidade              | Tempo | Notas            |
| ----------------- | ---- | ------------------- | -------------------------- | ----- | ---------------- |
| Medalha de ouro   | 4    | Ranomi Kromowidjojo | Países Baixos              | 24.44 | ,                |
| Medalha de prata  | 5    | Sarah Sjöström      | Suécia                     | 24.51 |                  |
| Medalha de bronze | 7    | Claire Curzan       | Estados Unidos             | 24.55 | , WJR            |
| 4                 | 1    | Torri Huske         | Estados Unidos             | 24.88 |                  |
| 5                 | 3    | Zhang Yufei         | China                      | 24.91 | Recorde nacional |
| 6                 | 6    | Maaike de Waard     | Países Baixos              | 25.12 |                  |
| 7                 | 8    | Silvia Di Pietro    | Itália                     | 25.26 |                  |
| 8                 | 2    | Arina Surkova       | Federação Russa de Natação | 25.29 |                  |

Legenda
| Recorde mundial       | Recorde mundial (World record)               |                       | Recorde africano                      | Recorde africano (African) |                                           | Q | Classificado por posição (Qualified) |
| Recorde do campeonato | Recorde do campeonato (Championship record)  | Recorde da América    | Recorde da América (Americas)         | q                          | Classificado por melhor tempo (Qualified) |   |                                      |
| Melhor marca do ano   | Melhor marca do ano (World leading)          | Recorde asiático      | Recorde asiático (Asian)              | DNS                        | Não largou (Did not start)                |   |                                      |
| Recorde nacional      | Recorde nacional (National record)           | Recorde europeu       | Recorde europeu (European)            | DNF                        | Não terminou (Did not finish)             |   |                                      |
| Recorde pessoal       | Recorde pessoal do atleta (Personal best)    | Recorde da Oceania    | Recorde da Oceania (Oceania)          | DSQ / DQ                   | Desclassificado (Disqualified)            |   |                                      |
| Recorde da temporada  | Recorde da temporada do atleta (Season best) | Recorde sul-americano | Recorde sul-americano (South America) | NM                         | Sem marca (No mark)                       |   |                                      |